# Nikolaï Boudachkine
Nikolaï Pavlovitch Boudachkine (en russe : Николай Павлович Будашкин), 1910-1988, est un compositeur soviétique de musique classique et de musique de film, récipiendaire du prix Staline en 1947 et 1949. Il a notamment composé des accompagnements musicaux des danses folkloriques et tchastouchkas, des mélodies pour bayan et domra. Il est membre de l'Union des compositeurs de l'URSS.

## Biographie
Nikolaï Boudachkine nait à Lioubakhovka dans le Gouvernement de Kalouga (aujourd'hui raïon de Mossalsk) sous Empire russe. En 1917, la famille vient s'installer à Tchita, où Nikolaï est élève de l'école professionnelle. Il travaille ensuite à l'atelier de réparation des locomotives diesel et joue parallèlement dans un orchestre amateur.
En 1929, il commence les études au Conservatoire Tchaïkovski de Moscou chez Reinhold Glière et Nikolaï Miaskovski. Diplômé en 1937, il termine son doctorat l'année suivante et devient assistant à la faculté d'orchestration.
Lors de la Seconde Guerre mondiale, il est affecté à la Flotte de la Baltique.
De 1945 à 1951, Nikolaï Boudachkine travaille pour l'Orchestre national de musique folklorique Nikolaï Ossipov (ru). On lui remet le prix Staline en 1947 pour la Rapsodie russe, La Fantaisie sur le thème de la chanson folklorique russe et Iarmarka. Ses compositions Doumka, Fantaisie russe et Deuxième Rapsodie lui apportent son deuxième prix Staline en 1949. Il est l'auteur de la musique de La Fleur écarlate sorti en 1952. Son arrangement pour le conte Morozko gagne le premier prix au Festival du film pour enfants à Venise en 1965.
Boudachkine est distingué maître des arts émérite de le RSFSR en 1956 et artiste du peuple de la RSFSR en 1972. Pédagogue en musique classique à l'Institut de la Culture de Moscou (ru) depuis 1965, il y est nommé professeur en 1973.
Mort à Moscou le 31 janvier 1988, l'artiste est inhumé au cimetière de Kountsevo.

## Décorations et récompenses
- Ordre de l'Étoile rouge,
- ordre de l'Amitié des peuples
- Ordre de la Guerre patriotique
- Médaille pour la victoire sur l'Allemagne
- Médaille pour la Défense de Léningrad
- prix Staline : 
  - 1947, pour la Rapsodie russe, La Fantaisie sur le thème de la chanson folklorique russe et Iarmarka
  - 1949, pour la Doumka, Fantaisie russe et Deuxième Rapsodie